# Konrad von Salzwedel (biskup kamieński)
Konrad III von Salzwedel (ur. ?, zm. 20 września 1241) – duchowny rzymskokatolicki, biskup kamieński.

## Biografia
W 1233 został mianowany biskupem kamieńskim. Sakrę biskupią otrzymał po 13 listopada 1233 z rąk nieznanego konsekratora. Był hojnym fundatorem klasztorów. Prowadził spory terytorialne z biskupami sąsiednich diecezji. Za jego pontyfikatu rozstrzygała się sprawa podporządkowania diecezji kamieńskiej arcybiskupowi gnieźnieńskiemu, arcybiskupowi magdeburskiemu lub bezpośrednio Stolicy Apostolskiej. Według części badaczy właśnie Konrad III przyjął ostatecznie zwierzchnictwo arcybiskupów magdeburskich. Utrzymywał dobre relacje z księciem szczecińskim i pomorskim Barnimem I.